# 11 nivôse
11 frimaire 11 pluviôse
Le primidi 11 nivôse, officiellement dénommé jour du granit, est le 101e jour de l'année du calendrier républicain.
C'était généralement le 31e jour du mois de décembre dans le calendrier grégorien.